# Episodi di Travelers (terza stagione)
La terza stagione della serie televisiva Travelers, formata da 10 episodi, è stata pubblicata su Netflix il 14 dicembre 2018, in tutti i paesi in cui il servizio è disponibile.
| n° | Titolo originale | Titolo italiano  | Pubblicazione Canada | Pubblicazione Italia |
| -- | ---------------- | ---------------- | -------------------- | -------------------- |
| 1  | Ilsa             | Ilsa             | 14 dicembre 2018     | 14 dicembre 2018     |
| 2  | Yates            | Yates            | 14 dicembre 2018     | 14 dicembre 2018     |
| 3  | Protocol 3       | Protocollo 3     | 14 dicembre 2018     | 14 dicembre 2018     |
| 4  | Perrow           | Perrow           | 14 dicembre 2018     | 14 dicembre 2018     |
| 5  | Naomi            | Naomi            | 14 dicembre 2018     | 14 dicembre 2018     |
| 6  | Philip           | Philip           | 14 dicembre 2018     | 14 dicembre 2018     |
| 7  | Trevor           | Trevor           | 14 dicembre 2018     | 14 dicembre 2018     |
| 8  | Archive          | Archivio         | 14 dicembre 2018     | 14 dicembre 2018     |
| 9  | David            | David            | 14 dicembre 2018     | 14 dicembre 2018     |
| 10 | Protocol Omega   | Protocollo Omega | 14 dicembre 2018     | 14 dicembre 2018     |